# Ochlandra
Ochlandra is een geslacht uit de grassenfamilie (Poaceae). De soorten van dit geslacht komen voor in Zuidoost-Azië.

## Soorten
Van het geslacht zijn de volgende tien soorten bekend:
- Ochlandra beddomei
- Ochlandra ebracteata
- Ochlandra keralensis
- Ochlandra scriptoria
- Ochlandra setigera
- Ochlandra spirostylis
- Ochlandra stridula
- Ochlandra talbotii
- Ochlandra travancorica
- Ochlandra wightii